# فرودگاه سوت بروک واتر
فرودگاه سوت بروک واتر (به انگلیسی: South Brook Water Aerodrome) یک فرودگاه خصوصی است که یک باند فرود آب دارد. این فرودگاه در کشور کانادا قرار دارد و در ارتفاع ۵ متری از سطح دریا واقع شده است.